# Ulysses Prentiss Hedrick
Ulysses Prentiss Hedrick ( 1870 – 1951) fue un botánico
y horticultor estadounidense, que se especializó en espermatófitas.
Su principal interés fueron los árboles frutales cultivados; habiendo publicado un número de volúmenes sobre cherries, uvas, ciruelas, duraznos.

## Biografía
Hedrick nació en 1869, en Independence (Iowa). Se crio en el norte de Míchigan, cerca de Harbor Springs y era el hermano de Wilbur Olin Hedrick (1868-1954, profesor de Economía). Concurrió al Michigan Agricultural College (MAC), recibiendo el grado de Bachelor of Science, en 1893, y un Master of Science, en 1895. Trabajó como Asistente Horticultor en MAC desde 1893 a 1895, mientras estudiaba para su Ms.Sc.
Desde 1895 a 1905, Hedrick enseñó botánica y horticultura en:
- Universidad Estatal de Oregón: de 1895 a 1897
- Utah Agricultural College: de 1897 a 1899
- Michigan Agricultural College: 1899 a 1905.

Se convirtió en un horticultor en la Estación Experimental Agropecuaria del Estado de Nueva York en Ginebra, Nueva York en 1905. Mientras en Ginebra, Hedrick completó un Doctorado en Ciencias en Hobart College en 1913. Continuó trabajando en la Estación, que dirigió desde 1928 en adelante, hasta 1937, cuando se retiró.

## Honores
- Miembro de la New York State Historical Association
- Miembro de la American Society for Horticultural Science
- Miembro de la American Pomological Society.[1]

Durante su vida, fue autor o coautor de más de una docena de publicaciones, que son "todavía frecuentemente consultadas", sobre temas de pomología y de horticultura. Sus monografías sobre frutales, incluyen publicaciones como The Pears of New York (1922), "se han convertido en referencias clásicas de los cultivares de frutas de la época".
Hedrick falleció en 1951.

## Algunas publicaciones

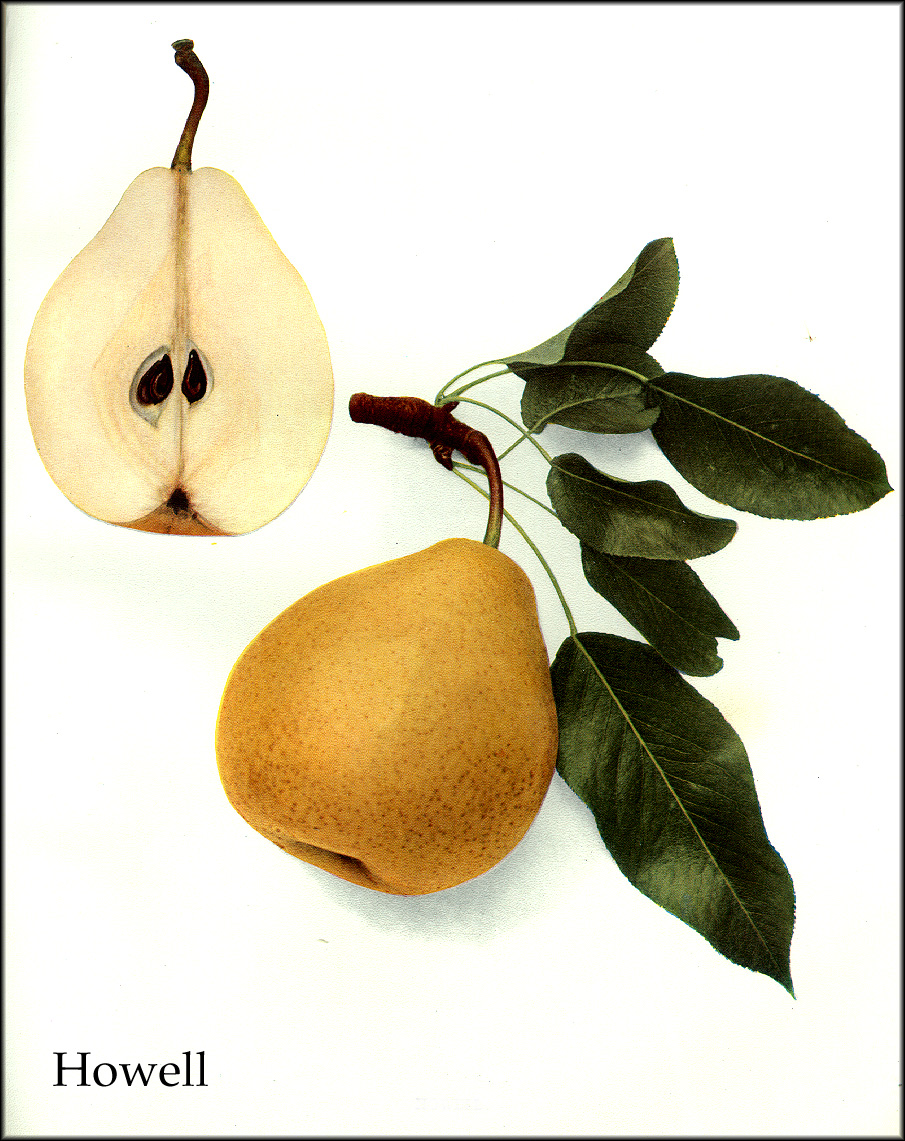
Cultivar de pera "Howell", en ilustración a color, de la Monografía de Hedrick de 1922: The Pears of New York

- Grapes of New York 1908
- Plums of New York 1911
- Cherries of New York. 371 pp. 1915
- Peaches of New York. 541 pp. 1917
- Manual of American Grape Growing 1919
- Sturtevant's Notes on Edible Plants. 696 pp. 1919
- Cyclopedia of Hardy Fruits. 1921
- The Pears of New York. 1921
- Systematic Pomology. 1925
- Small Fruit of New York. 1925
- The Vegetables of New York. 1929
- History of Agriculture in the State of New York. 1933
- Fruits for the Home Garden. 1944
- The Land of the Crooked Tree. 1948
- Grapes and Wines from Home Vineyards. 1945
- A History of Horticulture in America. 1950
- The land of the crooked tree. Great Lakes books. 1986. 350 p. ISBN 0-8143-1834-7